# 中途城 (俄勒冈州)
中途城（英文：Halfway）是一個位於美國俄勒岡州貝克縣的城市。這個城市取名自其位置，因為此城的邮局正好位於連接松树社区和丰饶社区道路的中間。於2000年人口普查，中途城的人口為337人。於2009年人口普查，中途城的人口上升至355人。
於1999年12月，中途城將城市名稱改為「Half.com」，創造了歷史，成為世界上首個名稱擁有「.com」的地區。雖然中途城將城市名稱改為Half.com （页面存档备份，存于），但是其正式城市名稱仍然是中途城。

## 歷史
中途城一帶原本是內茲佩爾塞部落、尤马蒂拉部落和梳肖部落的狩猎领地。於1830年代，本杰明·博纳维尔探索了這一帶，並將之繪進地圖中。於1860年代，首批欧裔移民定居於中途城一帶。位於中途城附近的瓦洛厄 - 惠特曼国家森林公园則是建立於1908年。
尽管中途城邮局于1887年成立，中途城卻於1907年被搬遷至另一個位置。而邮局則於1908年搬至現今的城址，並於1909年重新開張。
中途城成立至今，都是一個農業及放牧地區。而在中途城附近的丰饶社区曾經擁有一個小金礦，而現在則因金礦被廢棄而成為一個鬼鎮。另外，於20世紀早期，中途城亦曾經發展林業。而爱达荷电力公司則擁有中途城附近，位於斯内克河上的水力发电大坝。

### 名称变更
中途城於網際網路時代中創造了歷史。於1999年12月，正值現代电子商务建立一周年，Half.com與中途城就中途城名称变更事宜交涉。Half.com提出若中途城願意將城市名稱改為「Half.com」，並維持一年，他們就會提供中途城$110,000美金、20部供學校使用的電腦，和一些财政补贴，而中途城亦接受了條款。因此，中途城成為了世界史上首個名稱含有「.com」的城市。Half.com選擇中途城作交易對象，全因中途城的經濟狀況不理想，加上人口少，令Half.com認為與此城交易的成功率將會很高。另外，中途城的位置正好與Half.com的市场营销计划相符，因為中途城剛好位於北緯45度線以北4公里，並剛好位於松树社区和丰饶社区的中間，與「Half.com」的名稱「一半」相符，因此選擇中途城作交易對象。雖然中途城將城市名稱改為Half.com，但於官方方面，其正式城市名稱仍然為中途城。中途城於進入城市的道路兩旁豎立起幾個告示牌，寫著「全美首個.com城市」。這個告示牌於2007年9月於一個拍賣會中以$1000成交，而買下這塊告示牌的人，正是Half.com的創辦人约什·科佩尔曼。
Half.com於2001年2月被EBay收購，因此EBay要代Half.com兑现給予中途城的財政支援承诺。

## 地理

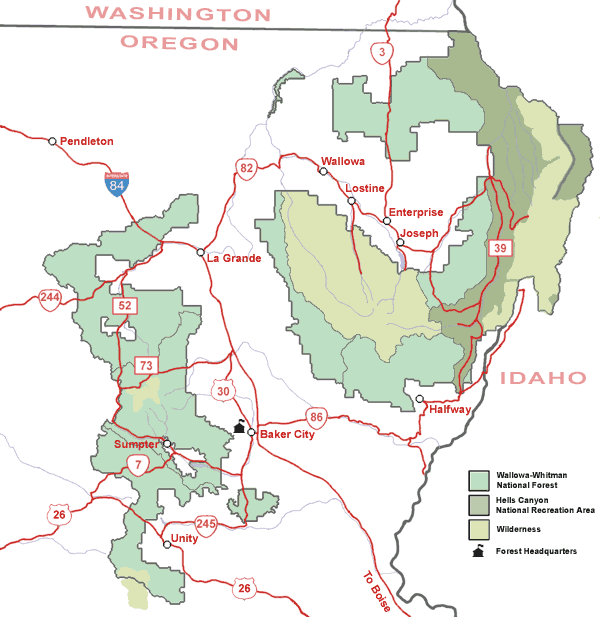
瓦洛厄 - 惠特曼国家森林公园和中途城的地圖

中途城位於貝克城以東54英里（87）的俄勒冈86號公路旁，並且剛好位於松树社区和丰饶社区的中間。中途城的座標為44°52′42″N 117°6′38″W / 44.87833°N 117.11056°W（非常接近45° N）。
根據美国人口调查局，中途城總面積為0.4平方英里（1.0平方），並沒有水域。

## 人口
根據2000年人口普查，中途城擁有337居民、159户和86個家庭。其人口密度為789.5人每平方英里（302.6/km²）。佩珀派克擁有196間房屋单位，其密度為459.1間每平方英哩（176.0間/km²）。中途城的人口是由95.25%白人、2.97%土著、0.30%其他種族和1.48%混血构成。而西班牙裔或拉丁美洲人僅佔人口2.08%。
在159戶中，有24.5%擁有一個或以上的兒童（18歲以下）、43.4%為同居夫妻、9.4%為單親家庭、而有45.3%為非家庭，其中39.6%為獨居。平均每戶有2.12人，而平均每個家庭則有2.91人。在337居民中，有25.2%為18歲以下、4.5%為18至24歲、20.5%為25至44歲、26.1%為45至64歲以及23.7%為65歲以上。人口的年齡中位數為45歲，而每100個女性就有86.2個男性。中途城的一戶收入中位數為$17,212美金，而一個家庭的收入中位數則為$27,813。男性的收入中位數為$23,750，而女性的則為$13,194。中途城的人均收入為$12,997。約24.5%家庭和28.3%人口收入在貧窮線以下。

## 經濟
於2001年，中途城三個最大的雇主為松鹰高中學區、爱达荷电力公司以及美国林务局。這三個機構於中途城中總共雇主用了逾125人。

## 著名人物
- 巴贝特·比蒂，首期“体育画报”的封面泳装模特[18]
- 巴纳比·肯尼，布朗大学前校长。[19]
- 罗伯特·S·萨默斯，康奈尔法学院博士。[20]
- 英加·汤普森，前奥运自行车選手。[21]